# Nationalmonument Guayabo

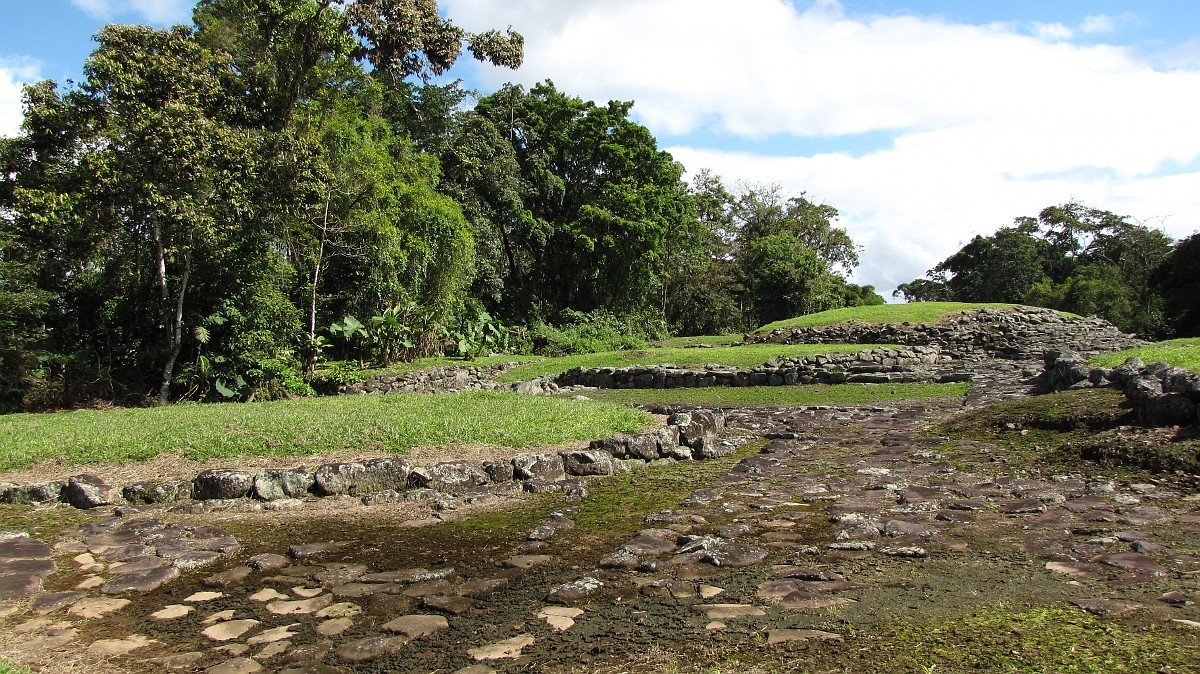
Guayabo

Das Nationalmonument Guayabo ist ein bedeutendes Kulturdenkmal in Costa Rica. Es befindet sich in der Provinz Cartago an den Hängen des Vulkans Turrialba, 19 Kilometer von der gleichnamigen Stadt entfernt.
Es wurde 1973 als größte archäologische Stätte des Landes unter Schutz gestellt, umfasst eine Fläche von 217 Hektar und liegt in 1.100 Metern Höhe über dem Meeresspiegel. Bei Ausgrabungen wurden ein Netz von gepflasterten Straßen und Dämmen, offene und verdeckte Aquädukte, Zisternen, Treppen, Hügel, Felszeichnungen, Monolithe, Grabmäler und Skulpturen freigelegt. Alles weist darauf hin, dass sich hier eine präkolumbianische Stadt befand, die zwischen 1000 vor und 1400 nach dem Beginn unserer Zeitrechnung besiedelt war.
Die Gesellschaft war in einem Stammesfürstentum organisiert und hierarchisch in Ränge gegliedert. Das führte zu einer Spezialisierung von Handwerkern und Arbeiter-Strukturen. Die Menschen übten die Jagd, die Landwirtschaft und die Fischerei aus. Die riesigen Mengen an Steinen und Platten, die zum Bau der kilometerlangen Dämme, der Kanäle und der anderen Grundstrukturen notwendig waren, deuten auf eine hoch entwickelte Kenntnis in Bauwesen und Städteplanung hin sowie auf eine große Menge an Arbeitskräften, die über eine lange Zeit hinweg beschäftigt waren.
Das archäologische Gebiet umfasst etwa 20 Hektar, von denen bislang nur ein geringer Teil freigelegt wurde. Entdeckt hatte es Ende des 19. Jahrhunderts der in Costa Rica beheimatete Naturforscher Prof. Anastasio Alfaro.
Guayabo wurde 2009 von der American Society of Civil Engineers in die List of International Historic Civil Engineering Landmarks aufgenommen.
Das Areal liegt in einer Zone milden, sehr feuchten Klimas. Weite Flächen immergrünen Waldes, reich an Bromelien und Orchideen, bedecken das Gebiet und bieten Zuflucht für Tukane, Spechte und Oropendolas.

## Trivia
Während der Kuba-Krise ließen Aufnahmen durch US-Militär-Satelliten die Amerikaner glauben, dass es sich hier um eine unbekannte militärische Anlage handelte.